# اعتبار درونی
اعتبار درونی، (به انگلیسی: Internal validity) معیاری که توسط آزمایش‌ها مورد ارزیابی قرار می‌گیرد. اعتبار درونی یک تحقیق یعنی یافته‌های یک مطالعه باید حاصل متغیرهایی وابسته و مستقل باشد، که دستکاری، اندازه‌گیری یا انتخاب شده‌اند.
متغیرهایی که در آزمایش‌ها یا مدل‌سازی‌ها استفاده می‌شوند، می‌توانند به سه نوع تقسیم شوند. "متغیر وابسته"، "متغیر مستقل"، و سایر متغیرها. "متغیر وابسته" خروجی یا نتیجه، یا چیزی آزمون شده را نشان می دهد برای بررسی اینکه آیا آن، واقعاً نتیجه است. "متغیرهای مستقل" ورودی‌ها یا علّت‌ها، یا چیزهای آزمون شده را نشان می‌دهد، برای بررسی اینکه آیا واقعاً آن‌ها علّت هستند. متغیرهای دیگر هم ممکن است بر حسب دلایل متنوعی مشاهده بشوند.